# ロケットエンジン

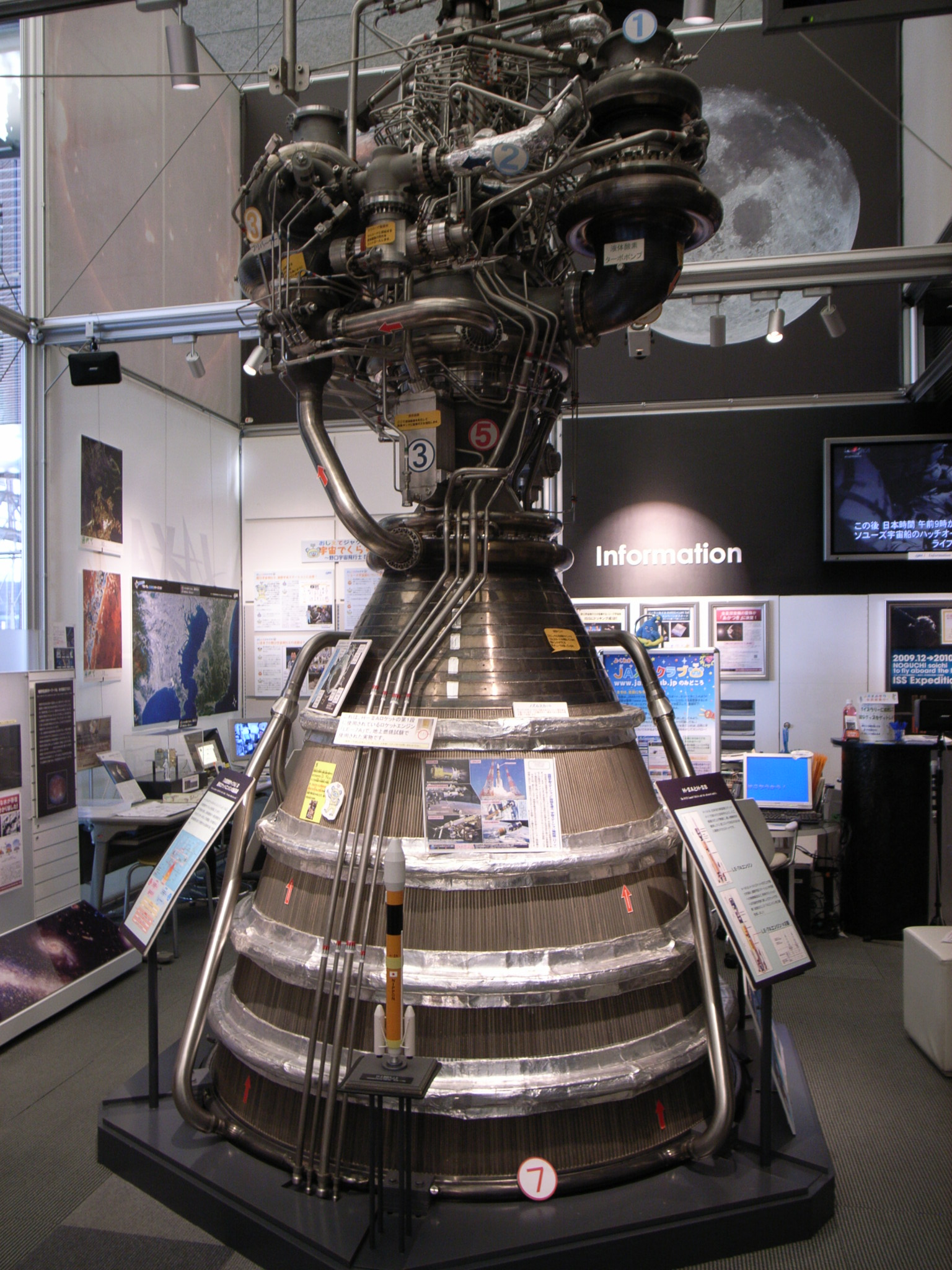
H2Aロケットの1段目のLE-7Aエンジン

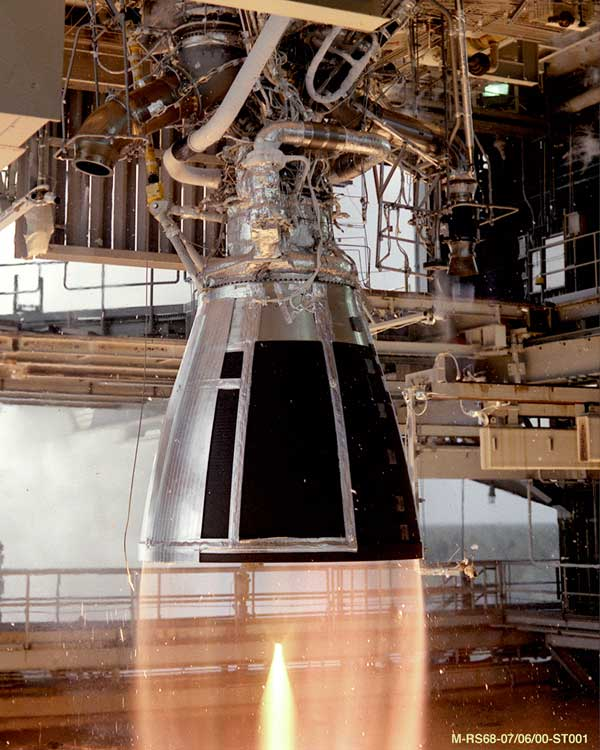
アメリカ航空宇宙局ジョン・C・ステニス宇宙センターで燃焼試験中のRS-68エンジン、排気が透明なのは液体水素燃料を燃焼させている為である。

ロケットエンジンとは推進剤を噴射する事によってその反動で推力を得るエンジンである。ニュートンの第3法則に基づく。
同義語としてロケットモータがある。こちらは固体燃料ロケットエンジンの場合に用いられるのが一般的である。

## 作動原理
たとえば化学ロケットのロケットエンジンは、燃料（と酸化剤など）の化学反応＝燃焼による高温、高圧のガスを噴射する事によってその反動で推進力を得る。通常、エネルギー源と噴射する物質の双方を指して（ポピュラーな化学ロケットでは同一ということもあり）推進剤と言う。燃焼室の化学反応で得られた圧力はロケットエンジンノズルによって速度に変換され、高速で後方に噴射される。電気推進の場合は電気的な効果により推進剤を加速するため、ノズルを備えないものもある。
ジェットエンジンとの違いは、ジェットエンジンが外部の空気を吸入・圧縮して燃料と混合し燃焼するのに対して、ロケットエンジンはあらかじめ搭載している酸化剤を燃料と混合燃焼させる点がある。このため、短時間で大きな力や仕事率を得られる、真空の宇宙や大気圧の小さい高高度、水中などでも使用可能である、といった利点の反面、長時間の連続使用には不向きである。損耗が激しい事や宇宙飛行・兵器利用など回収の難しい用途が多い事から多くは使い捨て方式だが、スペースシャトル用のSSMEやファルコン9のマーリンエンジンなど再利用可能な物も一部存在する。（「ジェット推進研究所」がロケットの研究所であることからもわかるように、語義的にはロケットエンジンも「ジェット」によるエンジンであることには変わりない。しかし現在一般的には「ジェットエンジン」はエアブリージングのもののみを指す。）
化学ロケットの場合、推力はガスの噴出速度と燃焼圧力、外部圧力の比によって決定される。大気中においては大気圧が存在するため、圧力項のファクターが大きく、相対的に高い燃焼圧力が要求される。真空中になると外部圧力がないため圧力項が無視され、代わって噴出速度（高い比推力）が重視されるようになる。

ロケットの効率を示す指標として比推力がある。これはガスの噴出速度を重力加速度で除算したもので、質量1kgの推進剤で1Nの推力をどれだけの時間持続できるかという意味を持つ。燃費と異なり、数値が大きいほど効率が良い。電気推進では比推力を重視しているため、推力が極端に小さい代わりに比推力が化学ロケットよりもはるかに大きい。

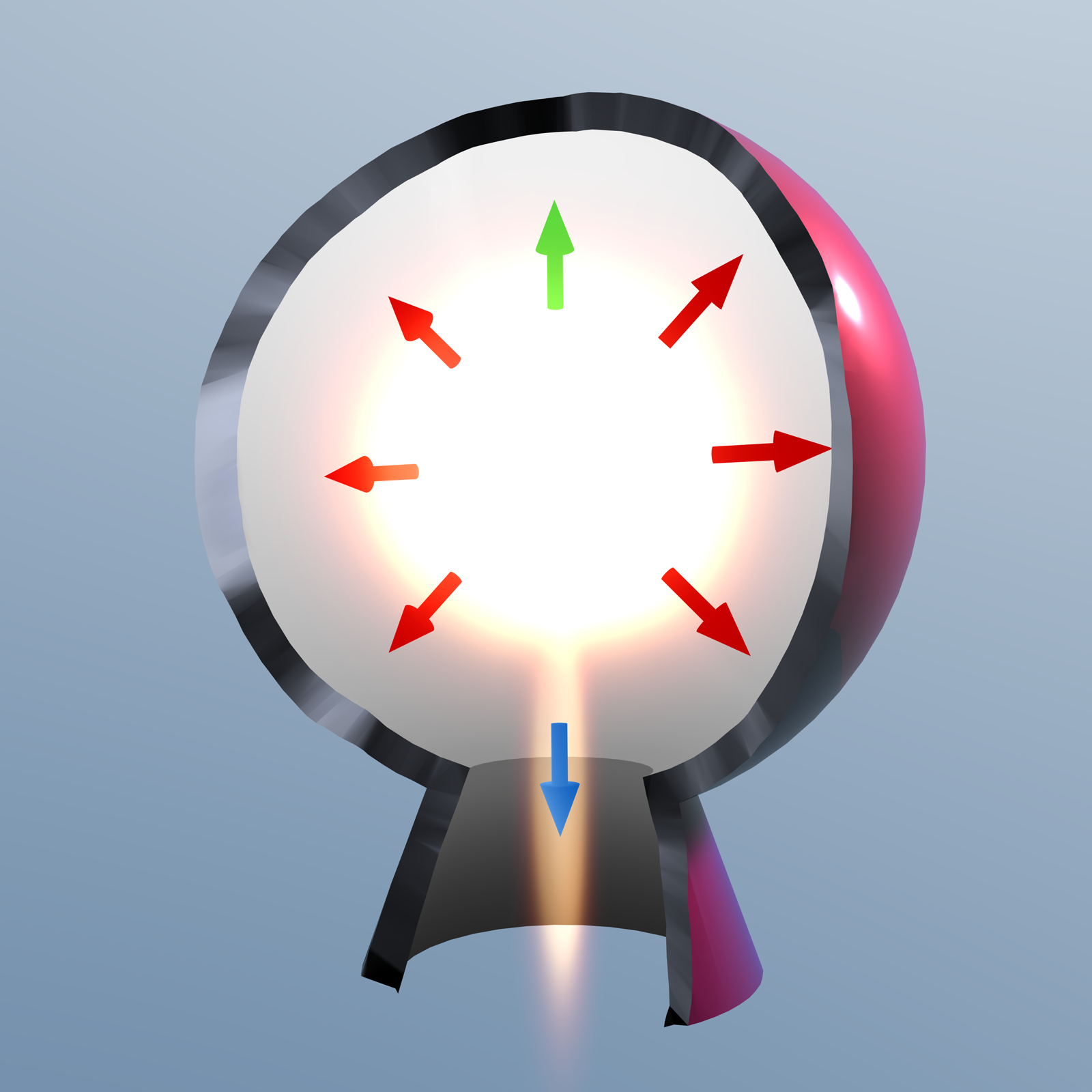
ロケットエンジンの燃焼室内からの噴出の反動で推進する。

化学ロケットには固体燃料ロケット、液体燃料ロケット、ハイブリッドロケット等がある。固体燃料ロケットは構造が単純で小型化しやすく保存も容易だが、一度燃焼を始めると制御が難しいため、従来は小型のミサイルなどに用いられて来たが、近年は技術開発により大型のロケット/ミサイルでの使用例も多くなっている。液体燃料ロケットは制御は固体燃料ロケットに比べて容易いが、燃料の保存、打ち上げプロセスが複雑である。ハイブリッドロケットは両者の利点を併せ持つものとして研究されている。

## 冷却
ロケットエンジンの燃焼温度は燃料、燃焼圧力などによるが最大で3000℃以上に達する。ロケットエンジンの燃焼温度は燃焼室の素材の融点よりも高く、グラファイトやタングステンの融点よりは低いがそれらの材料は酸化されるので適さない。再生冷却やアブレーション冷却、フィルム冷却等により既存の材料を強度を損なわない温度下で使用する。セラミックや傾斜機能材料等、耐熱性に優れた素材の開発も進められている。化学推進ロケットの性能は事実上推進剤の組成によって決まる。
ロケットの冷却方法:
1. 非冷却（一般的には試験運転の短時間に使用）
2. アブレーション冷却
3. 放射冷却
4. ダンプ冷却
5. 再生冷却（液体燃料ロケットでは燃料または酸化剤を冷却材として燃焼室やターボポンプの軸受けを循環させる。ターボポンプの軸受けを循環する場合は潤滑材も兼ねる）
6. カーテン冷却（推進剤を噴射してガスの温度を調整して壁面を冷却する）
7. フィルム冷却（液体推進剤を噴射して表面に保護層を形成する事によって冷却する）

再生冷却では従来は管をろう付けする事によって燃焼室やノズルを形成していたが、この製造方法は熟練を要し、品質を維持する事は困難だった。近年は旧ソビエト連邦で開発された、重量は多少増すが頑丈で信頼性が高く、品質管理が比較的容易なチャンネルウォール構造が増えつつある。

## 燃焼室
推進剤を燃焼して生成した高温高圧のガスをノズルから噴出してその反動で推力を生み出す。

## 固体燃料ロケットエンジン
固体燃料ロケットエンジンはロケットモータとも呼ばれる。内部に固体の推進剤が入っている。燃料を貯蔵する容器は高張力鋼や炭素繊維強化プラスチック等の複合材で出来ている。燃焼形式は主にノズルに近い部分から徐々に燃える端面燃焼方式と燃料がマカロニのように中心部に穴のある形状で内部から外部へ燃焼が進む内面燃焼方式が用いられる。端面燃焼方式の場合、燃焼面積が一定の為、一定の推力を持続するが、モーターケースは高温高圧のガスに晒されるので耐熱性を要求される。一方、内面燃焼方式は普通の円形の穴を開けた形状にすると燃焼が進むにつれ燃焼面積が増加し推力が変化するので推力を調整する為に断面形状が工夫されている。一般的には推力を持続させる際は端面燃焼方式が、短時間で高推力を出す際は光芒断面の内面燃焼方式が用いられる。
固体燃料ロケットの大型化には困難が伴う。仮に大きさを2倍にした場合、二乗三乗の法則により、体積、重量は8倍になるが、燃焼断面の表面積は4倍にしかならないため、増加した重量に比例した推力を得るためには燃焼速度を2倍にする必要がある。そのため、大型化すればそれに応じて高速燃焼の組成の推進剤を開発する必要がある。従って、固体推進剤の燃焼速度の問題が解決されない限り、実用上の固体燃料ロケットの大きさには上限があるとされる。

### 固体燃料ロケットエンジンの利点
1. 常温で長期間保存できる。
2. 必要な時に短時間で発射が可能。
3. 大推力が比較的容易に得られる。
4. 密度比推力が大きい。（構造を小型化しやすい）

### 固体燃料ロケットエンジンの欠点
1. 出力制御が困難
2. 比推力が（液体燃料ロケットと比較して）小さい
3. 二乗三乗の法則により燃焼速度によって大型化が困難

## 液体燃料ロケットエンジン
液体燃料を推進剤として使用する形式のロケットエンジンである。推進剤の組み合わせで多様な用途に用いられる。燃焼方式にはガス発生器サイクルや二段燃焼サイクルやエキスパンダーサイクル等、複数の形式がある。

### 液体燃料ロケットエンジンの利点
1. 比推力が大きい
2. 出力制御が可能で機種によっては再着火も可能
3. 発射時、マイルドに加速する。よって、ペイロード内に与える衝撃が小さい。

### 液体燃料ロケットエンジンの欠点
1. 構造が複雑
2. 燃料の種類によっては常温での貯蔵が困難な種類もある。
3. 発射まで時間がかかる。
4. 密度比推力が小さい。（構造が大型化しやすい）

### 液体燃料ロケットエンジンの分類
液体燃料ロケットエンジンは推進剤をエンジンに供給する方式によって、以下のように分類される。

#### ガス発生器サイクルのエンジン
少量の推進剤を燃焼させてターボポンプを駆動する方式。
H-1
ジュピターロケットやサターンI、サターンIBに使用された。推進剤はケロシン/液体酸素
RS-72
アリアン5の上段用として開発されたが使用されなかった。
J-2
サターンVロケットの第二段に使用。推進剤は液体水素/液体酸素
E-1
アメリカ陸軍弾道ミサイル局で開発されたが途中で中止されその成果はF-1へ引き継がれた。
F-1
サターンVロケットの第一段に使用されたエンジン。推進剤はケロシン/液体酸素
M-1
火星有人着陸へ向けたNOVAロケットのエンジンとしてエアロジェット社で開発が進められたが計画が中止された。
マーリン
ファルコン1、ファルコン9に使用される。推進剤はケロシン/液体酸素
LE-5
H-Iロケットの第二段に使用された。推進剤は液体水素/液体酸素
LR-87
タイタンロケットの第一段エンジン。推進剤はケロシン/液体酸素からエアロジン-50/二酸化窒素、液体水素/液体酸素まで対応する。
LR-89
アトラスロケットの第一段エンジン。推進剤はケロシン/液体酸素
LR-91
タイタンロケットの第一段エンジン。推進剤は当初ケロシン/液体酸素だったが、後に非対称ジメチルヒドラジン/四酸化二窒素になった。
LR-105
アトラスロケットの第一段エンジン。推進剤はケロシン/液体酸素
MB-3-3
デルタロケットの第一段エンジン。日本でもライセンス生産され、N1ロケットからH1ロケットまで使用された。推進剤はケロシン/液体酸素
RS-27
ロケットダインによって開発されたデルタロケットの第一段エンジン。推進剤はケロシン/液体酸素
RS-27A
ロケットダインによって開発されたデルタ2とデルタ3の第一段エンジン。推進剤はケロシン/液体酸素
CE-20
インドのGSLV-IIIロケットの上段に使用される液体水素/液体酸素エンジン
HM7B
アリアン4とアリアン5ロケットの上段に使用されるヨーロッパ初の液体水素/液体酸素エンジン
ヴァルカン
アリアン5の第一段エンジン。推進剤は液体水素/液体酸素
RS-68
液体水素/液体酸素エンジン
YF-73
長征3号ロケットの上段に使用される中国初の液体水素/液体酸素エンジン
YF-75
中国の第二世代液体水素/液体酸素エンジン
Bell 8000
アジェナロケットに使用された上段エンジン。推進剤は非対称ジメチルヒドラジン/硝酸

#### 二段燃焼サイクルのエンジン
ガス発生器サイクルと同様に推進剤を燃焼させてターボポンプを駆動し、燃焼ガスをメインの燃焼室へ戻す。推進剤の無駄が無いため熱効率を高くできる。
RD-253
プロトンロケットの1段目のエンジンに使用される。燃料は非対称ジメチルヒドラジン(UDMH)/四酸化二窒素
NK-33
N-1ロケットの1段目のエンジン 燃料はケロシン/液体酸素
RD-120
ゼニットロケットの上段に使用されるケロシン/液体酸素エンジン
RD-170
エネルギアロケットのブースターエンジン 燃料はケロシン/液体酸素
RD-180
アトラスⅤロケットの1段目のエンジン。RD-170の発展型 燃料はケロシン/液体酸素
RD-191
アンガラ・ロケットの1段目のエンジン 燃料はケロシン/液体酸素
RD-0120
エネルギアロケットのコアエンジン 燃料は液体水素/液体酸素
RD-0124
アンガラ・ロケット、ソユーズ-2の上段エンジン 燃料はケロシン/液体酸素
SSME
スペースシャトルのエンジン 燃料は液体水素/液体酸素
LE-7
H-IIロケットの1段目のエンジン 燃料は液体水素/液体酸素
LE-7A
H-IIAロケット、H-IIBロケットの1段目のエンジン 燃料は液体水素/液体酸素
CE-7.5
インドのGSLVロケットの上段に使用される液体水素/液体酸素エンジン
YF-77
中国の長征5号ロケットの1段目に使用される液体水素/液体酸素エンジン
BE-4
ブルーオリジンが開発した、ヴァルカンロケットやニューグレンの1段目に使用される液化天然ガス/液体酸素エンジン

#### エキスパンダーサイクルのエンジン
燃焼室の冷却に用いた燃料でターボポンプを駆動する。上段エンジンに適しており、再着火能力を備える物も多い。
RL-10
セントールロケットに使用された。アメリカ初の液体水素/液体酸素エンジン
Vinci
開発中のアリアン5ロケットの液体水素/液体酸素を推進剤として使用する上段エンジン
RD-0146
プラット&ホイットニーのRL-10を元にロシアで再設計して生産するエンジン

#### エキスパンダーブリードサイクルのエンジン
エキスパンダーサイクルと同様に冷却に用いた燃料でターボポンプを駆動するが、ターボポンプを駆動した部分の水素ガスをノズル内に捨て燃焼には用いないという開いたエキスパンダーサイクル。
LE-5A
H-IIロケットの液体水素/液体酸素を推進剤として使用する第2段エンジン
LE-5B
H-IIAロケット,H-IIBロケットの液体水素/液体酸素を推進剤として使用する第2段エンジン
LE-9
H3ロケットの液体水素/液体酸素を推進剤として使用する第1段エンジン（開発中）
MB-35
三菱重工とロケットダインが共同研究したエンジン
MB-60
三菱重工とロケットダインが共同研究したエンジン

#### 圧送式サイクルのエンジン
ヘリウムガスや窒素ガス等でタンク内を加圧する事によって推進剤を燃焼室に送る。ターボポンプを使用する方式よりも構造が単純で信頼性が高い。構造上大規模なエンジンには適さない。
AJ-10
エアロジェットが開発、生産する自己着火性推進剤を使用する上段ロケットエンジン。再着火能力を持つ

#### 三液推進系
三液推進系には複数の形式があり、三種類の推進剤を組み合わせる形式と飛行段階に応じて推進剤を切り替える形式がある。前者の場合リチウム/フッ素・水素を同時に燃焼させる方式があり、後者の場合は単段式宇宙輸送機への搭載を企図して低高度ではケロシン/液体酸素、高度が上昇すると液体水素/液体酸素の組み合わせに切り替える方法が模索される。低高度で密度の大きいケロシンを燃焼することで燃料タンクの小型化が可能になり高高度では比推力の大きい水素を燃焼する。

### ポゴ振動
ポゴ振動（Pogo振動）とは液体燃料ロケットの飛行中にエンジンが共鳴振動する現象である。このような振動は燃料の流量が増えた時（燃焼室内の圧力は下がる）や燃料流量が減った場合（燃焼室内の圧力は上昇する）、圧力の変動が順番に集まり、エンジン内の圧力の変動が引き金になり発振する。
燃料システムの共鳴振動周波数で発生すると振動は徐々に強まり機体を破壊する。
Pogo振動のPogoはアクロニムではなく、英語のPogoスティック（和名ホッピング）に由来する。
この現象が十分解明されていなかった1950年代から60年代のロケットが少なからずこの現象により失われた。

### 液体燃料ロケットエンジンの比較
| 機種           | RS-25D             | LE-7A                       | RD-0120            | ヴァルカン2        | RS-68              | YF-77              |
| -------------- | ------------------ | --------------------------- | ------------------ | ------------------ | ------------------ | ------------------ |
| 開発国         | アメリカ合衆国     | 日本                        | ソビエト連邦       | 欧州宇宙機関       | アメリカ合衆国     | 中華人民共和国     |
| 形式           | 二段燃焼サイクル   | 二段燃焼サイクル            | 二段燃焼サイクル   | ガス発生器サイクル | ガス発生器サイクル | ガス発生器サイクル |
| 全高           | 4.24 m             | 3.7 m                       | 4.55 m             | 3.45 m             | 5.20 m             | 4.20 m             |
| 直径           | 1.63 m             | 1.82 m                      | 2.42 m             | 2.1 m              | 2.43 m             |                    |
| 重量           | 3,177 kg           | 1,832 kg                    | 3,449 kg           | 2,100 kg           | 6,696 kg           | 2,700 kg           |
| 推進剤         | 液体水素と液体酸素 | 液体水素と液体酸素          | 液体水素と液体酸素 | 液体水素と液体酸素 | 液体水素と液体酸素 | 液体水素と液体酸素 |
| 主燃料室圧力   | 18.9 MPa           | 12.3MPa                     | 21.8 MPa           | 11.5 MPa           | 9.7 MPa            | 10.2 MPa           |
| 真空中比推力   | 453秒              | 440秒                       | 454秒              | 434秒              | 409秒              | 430秒              |
| 真空中での推力 | 2.278MN            | 1.098MN                     | 1.961MN            | 1.340MN            | 3.370MN            | 0.700MN            |
| 地上での推力   | 1.817MN            |                             | 1.517MN            | 0.960MN            | 2.949MN            | 0.510MN            |
| 搭載           | スペースシャトル   | H-IIAロケット H-IIBロケット | エネルギア         | アリアンV          | デルタ IV          | 長征5号            |

#### 上段エンジンの比較
|                             | RL-10                  | HM7B               | Vinci                  | CE-7.5           | YF-75               | RD-0146                | ES-702             | ES-1001            | LE-5                | LE-5A                                               | LE-5B                                                 |
| --------------------------- | ---------------------- | ------------------ | ---------------------- | ---------------- | ------------------- | ---------------------- | ------------------ | ------------------ | ------------------- | --------------------------------------------------- | ----------------------------------------------------- |
| 開発国                      | アメリカ合衆国         | フランス           | フランス               | インド           | 中華人民共和国      | ロシア                 | 日本               | 日本               | 日本                | 日本                                                | 日本                                                  |
| 燃焼サイクル                | エキスパンダーサイクル | ガス発生器サイクル | エキスパンダーサイクル | 二段燃焼サイクル | ガス発生器サイクル  | エキスパンダーサイクル | ガス発生器サイクル | ガス発生器サイクル | ガス発生器サイクル  | エキスパンダブリードサイクル （ノズルエキスパンダ） | エキスパンダブリードサイクル （チャンバエキスパンダ） |
| 真空中推力                  | 66.7 kN (6.80 tf)      | 62.7 kN (6.39 tf)  | 180 kN (18 tf)         | 73 kN (7.4 tf)   | 78.45 kN (8.000 tf) | 98.1 kN (10.00 tf)     | 68.6 kN (7.00 tf)  | 98 kN (10.0 tf)    | 102.9 kN (10.49 tf) | 121.5 kN (12.39 tf)                                 | 137.2 kN (13.99 tf)                                   |
| 混合比                      |                        |                    |                        | 5.05             |                     |                        | 5.2                | 6.0                | 5.5                 | 5                                                   | 5                                                     |
| 膨張比                      | 40                     |                    |                        |                  |                     |                        | 40                 | 40                 | 140                 | 130                                                 | 110                                                   |
| 真空中比推力 (秒)           | 433                    | 444.2              | 465                    | 454              | 437                 | 463                    | 425                | 425                | 450                 | 452                                                 | 447                                                   |
| 燃焼圧力 MPa                | 2.35                   | 3.5                | 6.1                    | 5.8              | 3.68                | 7.74                   | 2.45               | 3.51               | 3.65                | 3.98                                                | 3.58                                                  |
| LH2ターボポンプ回転数 min-1 |                        |                    |                        |                  |                     | 125,000                | 41,000             | 46,310             | 50,000              | 51,000                                              | 52,000                                                |
| LOXターボポンプ回転数 min-1 |                        |                    |                        |                  |                     |                        | 16,680             | 21,080             | 16,000              | 17,000                                              | 18,000                                                |
| 全長 m                      | 1.73                   | 1.8                | 2.2~4.2                | 2.14             | 1.5                 | 2.2                    |                    |                    | 2.68                | 2.69                                                | 2.79                                                  |
| 質量 kg                     | 135                    | 165                | 280                    | 435              | 550                 | 242                    | 255.8              | 259.4              | 255                 | 248                                                 | 285                                                   |

## 主な電気推進の採用例
技術実証用のオーダーメイドものも多いが、イオンエンジンを中心に製品化されている。現在でも多くの研究がすすむ。

### レジストジェット
推進剤を電熱線やセラミックヒーター等で温めるだけなので、初期の人工衛星には多く搭載された。
Meteor 3-1
ロシアの人工衛星。アンモニアを推進剤とするレジストジェットを搭載し、10機程度が軌道に投入された。
GlobalStar-3
アメリカの人工衛星。アポジキックの際にトラブルに見舞われたが、搭載されたレジストジェットで軌道を回復、全損を免れた。

### イオンエンジン
極めて高い比推力を発揮し、現在の商用衛星では標準的な装備となってきている。
μ10、μ20、μ10HIsp、μ1
宇宙科学研究所で開発されたイオンエンジンのシリーズ。ミューロケットの上段ロケットエンジンの意味で、数値はイオンエンジンの口径を示す。HIspはμ10の高比推力型の意味。μ10はMUSES-C｢はやぶさ｣で技術実証された。原理上、他のイオンエンジンに比べて推力が低め。
MIPS
Miniature Ion Propulsion System （小型イオン推進システム）は東京大学先端科学技術研究センターと次世代宇宙システム技術研究組合によって開発された民生品を活用したイオンエンジン。
NSTAR
NASA Solar Electric Propulsion Technology Readinessの略。
彗星探査機Deep Space 1やDAWNに搭載された実績のあるエンジン。
XIPS
Xenon Ion Propulsion Systemの略。ボーイング社で開発された直流放電型のイオンエンジンで、同社の衛星バスの標準オプションとなっている。
RIT-10
ヨーロッパのEURECA-1再使用型人工衛星に搭載されたドイツ製のエンジン。トラブルで240時間程度の累積作動にとどまる。

### DCアークジェット
多くの1-2kW級アークジェットが衛星システムに搭載された実績を持つ。
DRTS｢こだま｣
日本のデータ中継衛星。静止軌道上における南北制御に、米PRIMEX社（現ジェネラル･ダイナミクス）のアークジェットを使用。PRIMEX社は多くの人工衛星にアークジェットを供給している。
ESEX
Electric propulsion Space eXperimentの略で、本来は大電力アークジェットの軌道上試験そのものを指す。米空軍が主体で、26kW級アークジェットの試験を行った。

### ホールスラスタ
旧ソビエト、ヨーロッパを中心に実績を持つほか、アメリカでも意欲的に研究がすすむ。
SPTシリーズ、TALシリーズ
いずれも旧ソヴィエトが開発した代表的ホールスラスタで、生産数、軌道上の実績は世界でもトップ。欧米にも技術展開がなされている。
TM-50
NASAで試験された50kW級大推力スラスタ
PPS-1350
ヨーロッパのホールスラスタ。月探査機SMART-1にメインエンジンとして搭載された。

### MPDスラスタ、PPT
電磁力を使用するスラスタ。単純なシステムと高いエネルギー密度を実現できる。
MS-T4｢たんせい｣
宇宙科学研究所で打ち上げた人工衛星で、アンモニアMPDスラスタが搭載された。
EPEX
Electric Propulsion EXperimentの略。日本のMPDスラスタの軌道上実証試験で、再使用型人工衛星SFUに1kW級のものが搭載された。
EO-1
米海軍の海事衛星で、姿勢制御用にPPTを搭載。
ZOND-2
旧ソヴィエトの人工衛星で姿勢制御用にテフロンPPTを搭載。これは世界で初めての電気推進の実用例である。